# Équipe de France de curling
L'équipe de France de curling est la sélection qui représente la France dans les compétitions internationales de curling. Vingt-six clubs sont présents en France dont un à Saint-Pierre-et-Miquelon
En 2017, l'équipe nationale est classée comme nation numéro 29 chez les hommes et numéro 36 chez les femmes.

## Palmarès et résultats

### Palmarès masculin
Titres, trophées et places d'honneur
- Jeux Olympiques Hommes depuis 1924
  - Meilleur résultat : 3e
  - 1 fois troisième en 1924

| Jeux olympiques     | Classement | Skip                 | Third          | Second        | Lead            | Remplaçant      |
| ------------------- | ---------- | -------------------- | -------------- | ------------- | --------------- | --------------- |
| Nagano 1998         | NC         | NC                   | NC             | NC            | NC              | NC              |
| Salt Lake City 2002 | 10e        | Dominique Dupont-Roc | Jan Ducroz     | Thomas Dufour | Spencer Mugnier | Philippe Caux   |
| Turin 2006          | NC         | NC                   | NC             | NC            | NC              | NC              |
| Vancouver 2010      | 7e         | Thomas Dufour        | Tony Angiboust | Jan Ducroz    | Richard Ducroz  | Raphaël Mathieu |
| Sotchi 2014         | NC         | NC                   | NC             | NC            | NC              | NC              |
| Pyeongchang 2018    | NC         | NC                   | NC             | NC            | NC              | NC              |
| Pékin 2022          | NC         | NC                   | NC             | NC            | NC              | NC              |

- Championnats du monde Hommes depuis 1959
  - Meilleur résultat : 3e
  - 1 fois troisième en 1973

### Palmarès féminin
Titres, trophées et places d'honneur
- Championnats du monde Femmes depuis 1979
  - Meilleur résultat : 10e
  - 1 participation en 2000

### Palmarès mixte
Titres, trophées et places d'honneur
- Championnat du Monde Doubles Mixte
  - Meilleur résultat : 3e
  - Troisième en 2011

### Palmarès curling en fauteuil
Jeux paralympiques
- Turin 2006 : -
- Vancouver 2010 : -
- Sotchi 2014 : -
- Pyeongchang 2018 : -
- Pékin 2022 : -